# Sønderborg

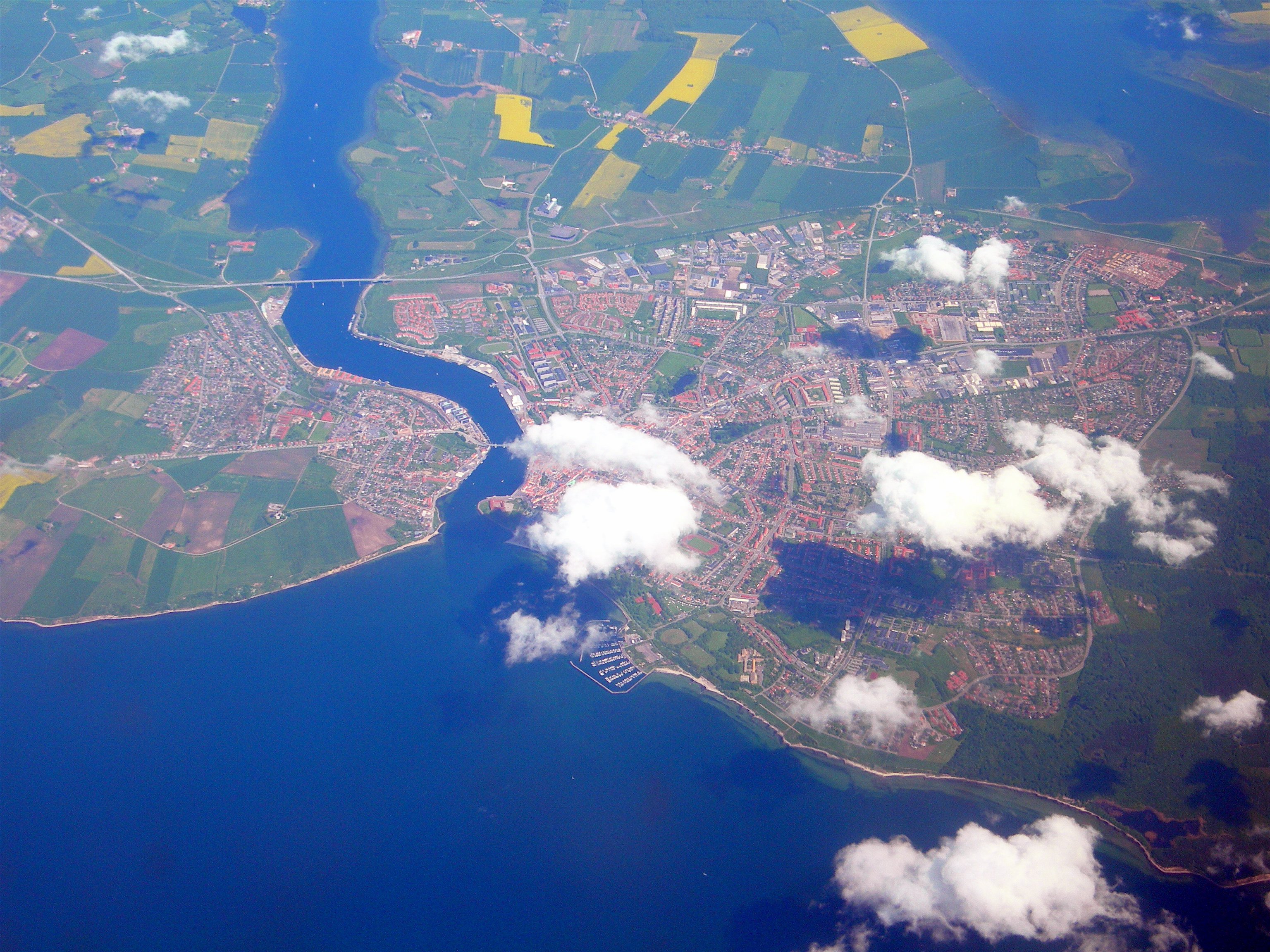
Letecký snímek

Sønderborg je město v Dánsku, součást a administrativní centrum stejnojmenné obce v regionu Syddanmark. Žije zde 27 595 obyvatel. Většina města leží na ostrově Als a s Jutským poloostrovem je spojeno Mostem Kristiána X. z roku 1930.

## Historie a současnost
Nějaké sídlo lužickosrbských lupičů zde existovalo pravděpodobně již v 11. století. Roku 1158 založil dánský král Valdemar I. Veliký hrad. Další písemné zprávy jsou až z roku 1253, kdy dal dánský král Kristián I. sídlo opevnit hradbami. Staré Město vzniklo na ostrově Als, kde je dosud většina památek. Městem se Sønderborg nazýval až od 15. století. Město mělo strategický význam pro jižní Dánsko v německo-dánské válce z roku 1864.
Ve městě je množství škol, včetně univerzitních pracovišť a místní sportovní i fotbalový klub.

## Památky
- Hrad Sønderborg – královské sídlo a pevnost, zbudován roku 1158, v 16. století přestavěn na knížecí zámek; sídlí zde Královská vojenská akademie a Muzeum jutské kultury
- Kostel Panny Marie - trojlodní halová stavba, postavena kolem roku 1600 na místě staršího kostela svatého Jørgena; proboštství diecéze Haderslev
- kasárna
- Německé muzeum severního Holštýnska

## Galerie

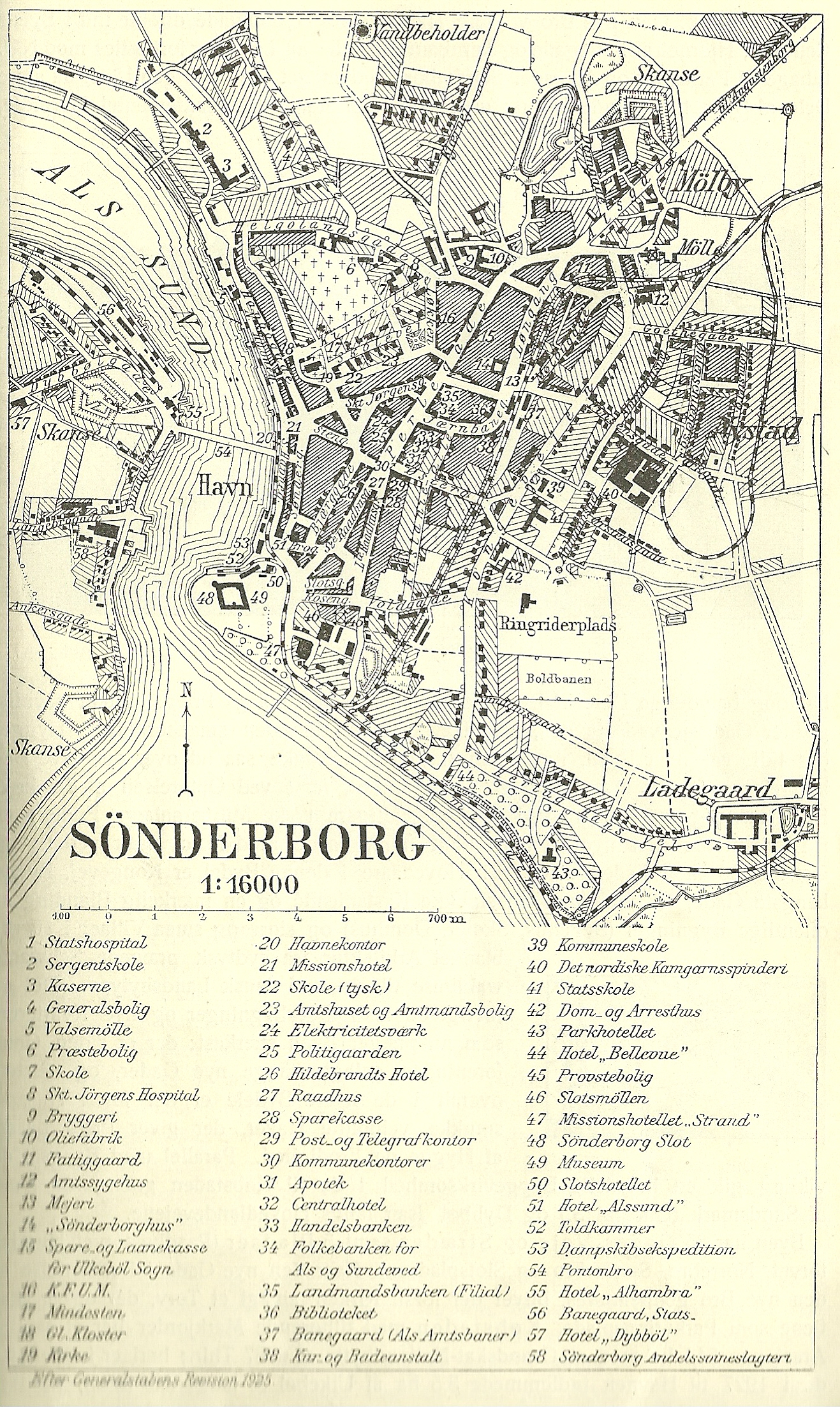
Mapa města (1925)
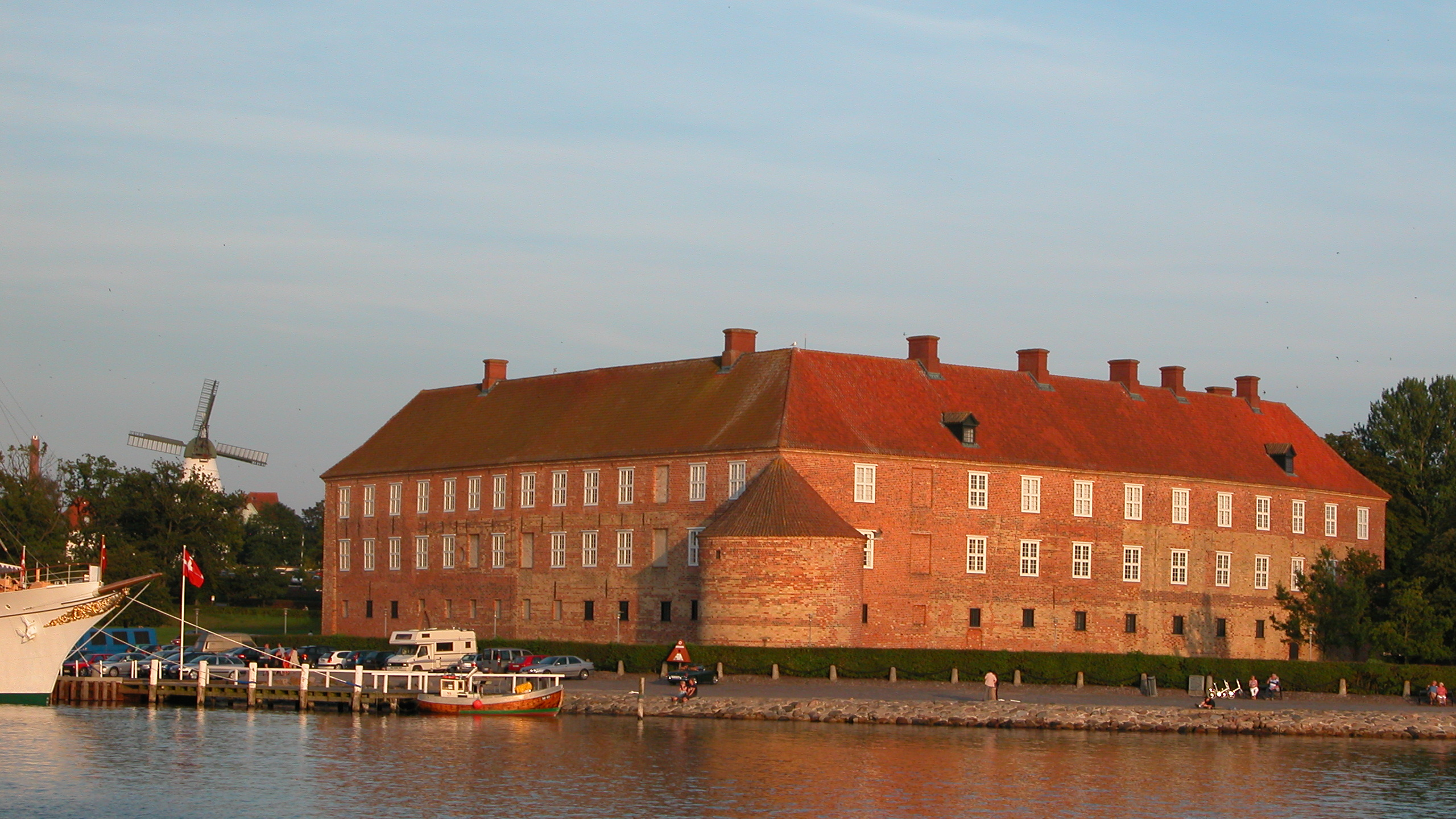
Zámek od východu
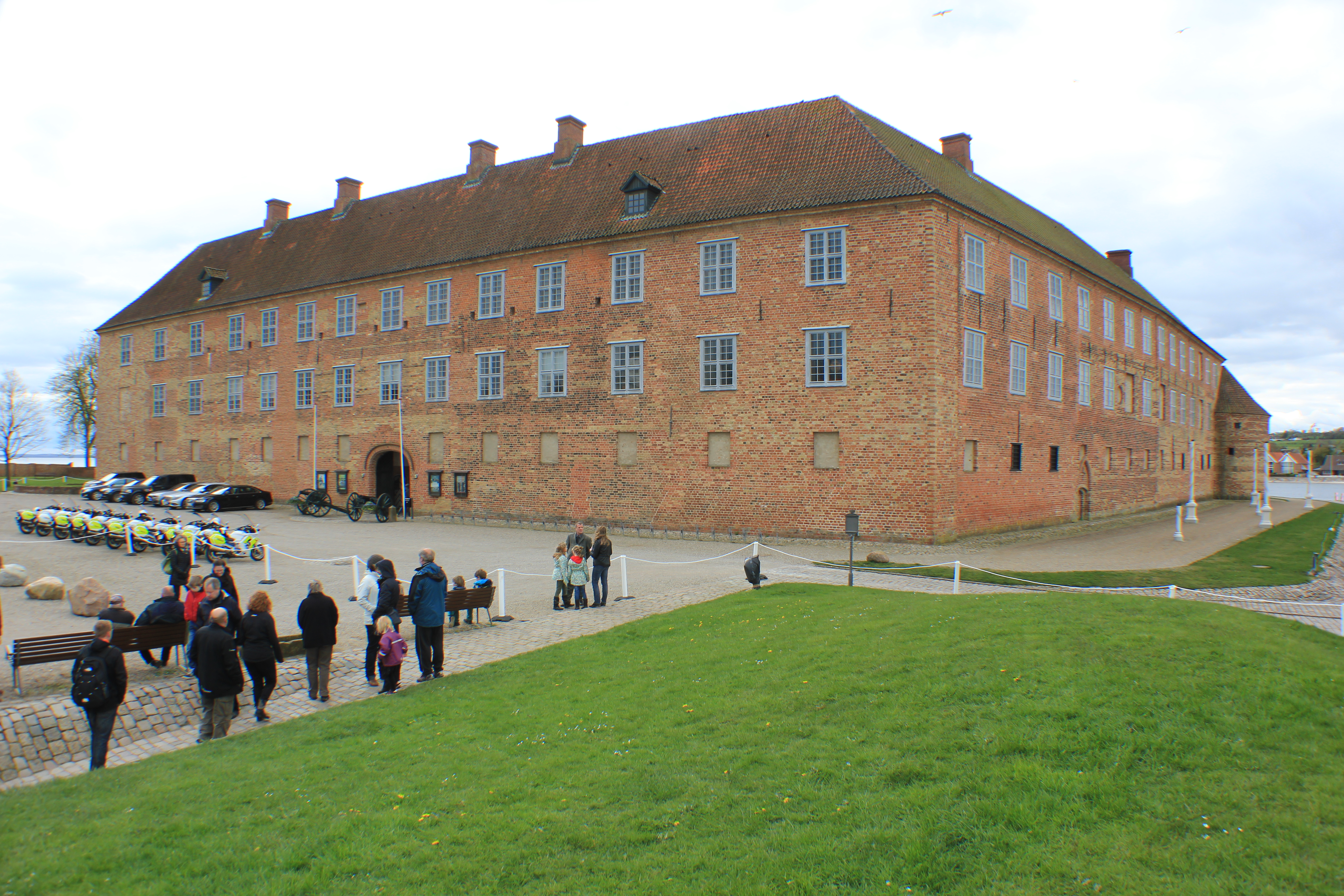
Zámek od západu
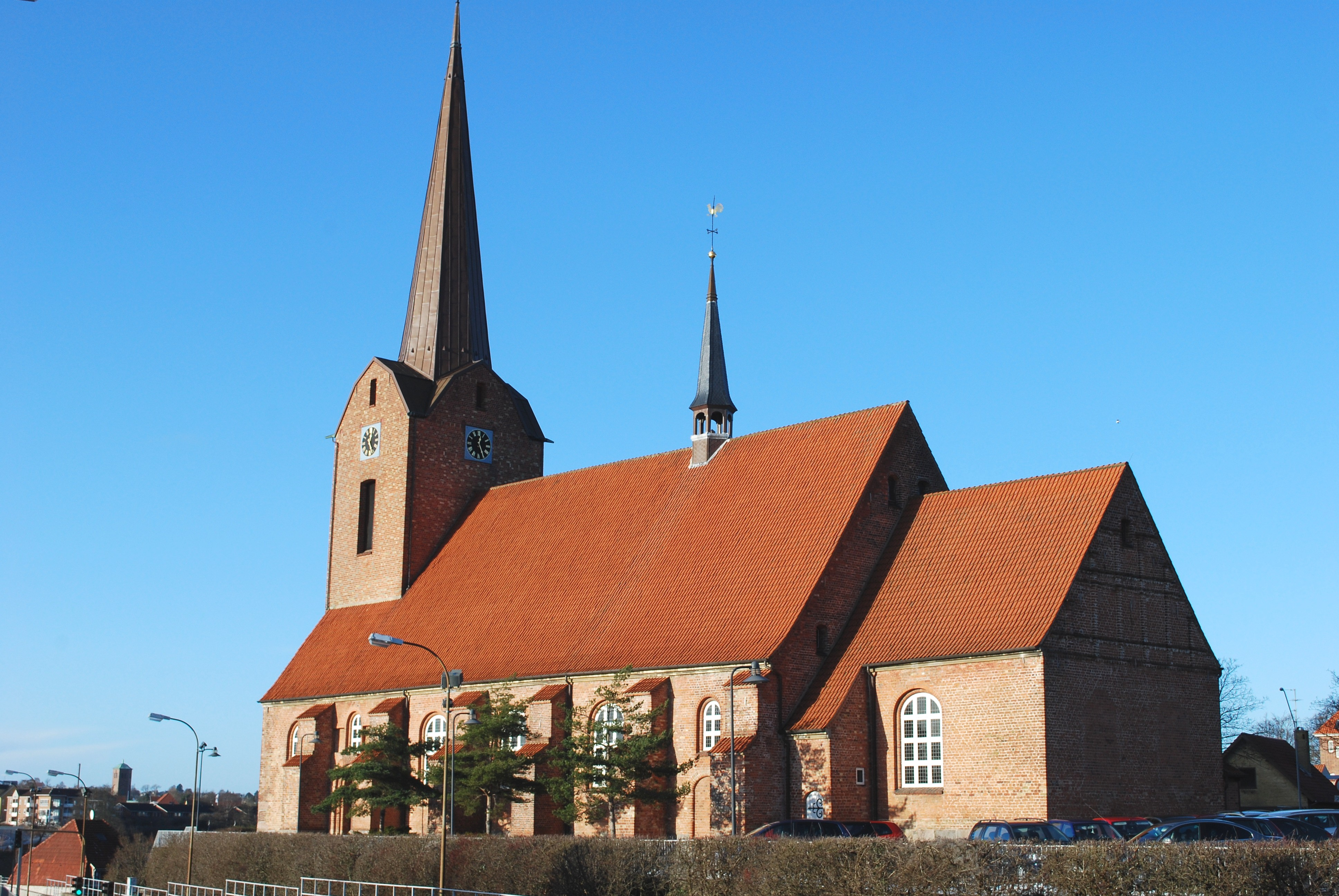
Kostel P. Marie a sv. Jörgena
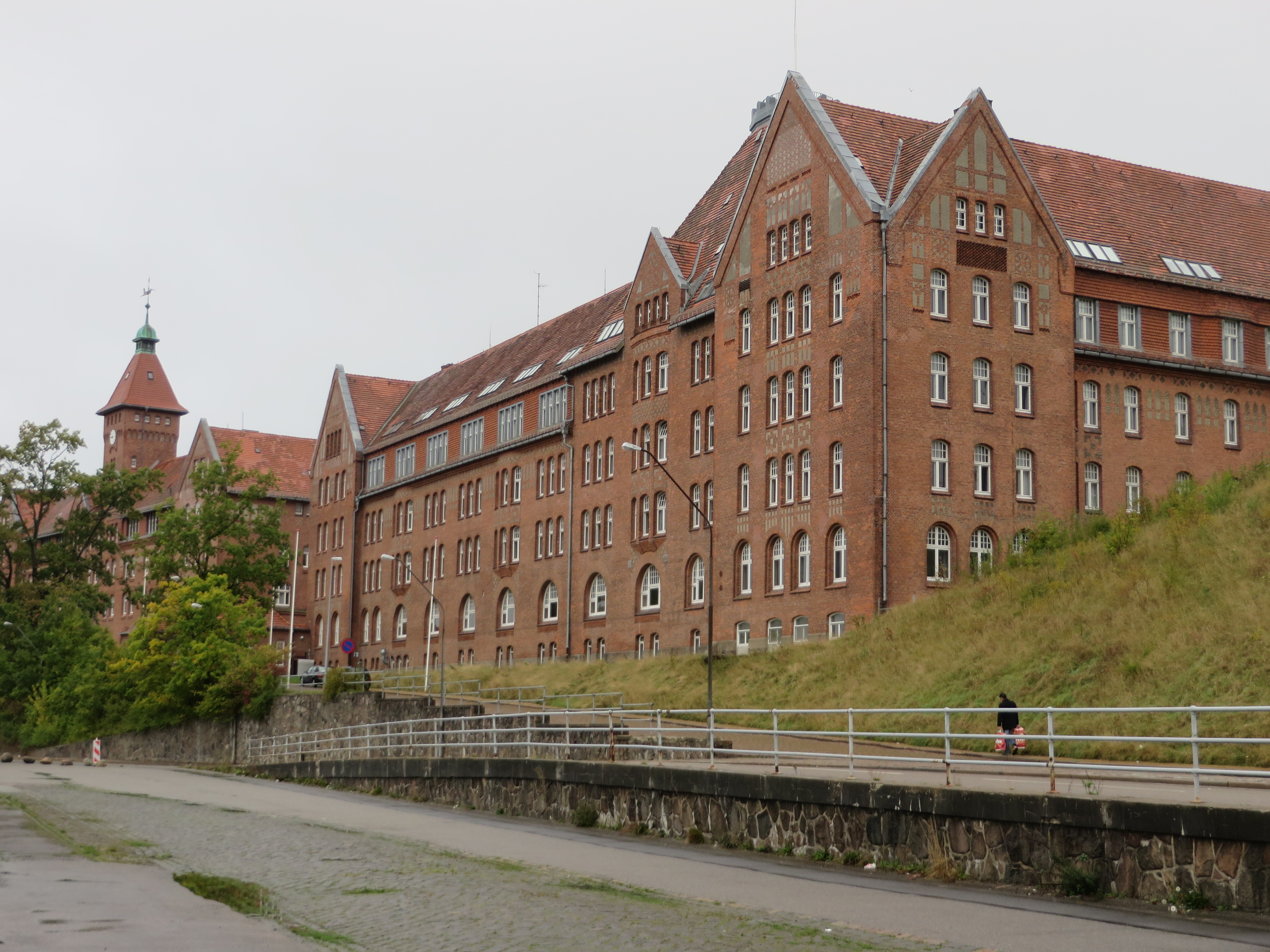
Kasárna
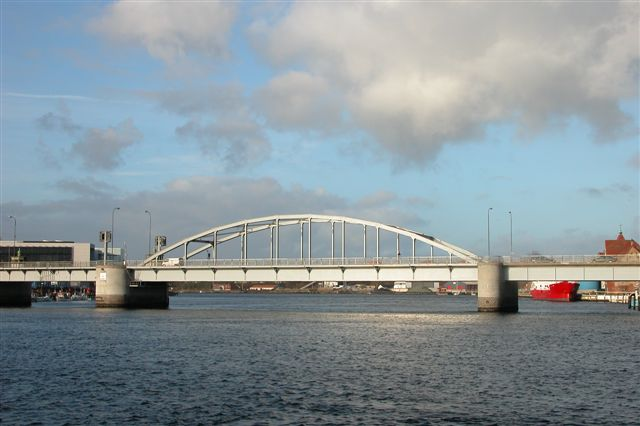
Most Kristiána X.